# Смиренівка
Смире́нівка — село в Україні, у Михайлівській селищній громаді Василівського району Запорізької області. Населення становить 182 осіб. До 2020 року орган місцевого самоврядування — Пришибська селищна рада.

## Географія
Село Смиренівка розташоване за 89 км від обласного центру та 33 км від районного центру. Сусідні села Розівка та Тракторне (за 0,5 км). Поруч пролягає залізниця, зупинний пункт Платформа 1180 км за 0,5 км.

## Історія
Село засноване 1923 року.
12 червня 2020 року, відповідно до розпорядження Кабінету Міністрів України № 713-р «Про визначення адміністративних центрів та затвердження територій територіальних громад Запорізької області», село увійшло до складу Михайлівської селищної громади.
19 липня 2020 року, в результаті адміністративно-територіальної реформи і ліквідації Михайлівського району, село увійшло до складу Василівського району.